# 清水彩子
清水 彩子（しみず あやこ、1982年4月21日 - ）は、株式会社sugar代表取締役。東京都出身。

## 来歴
1982年に東京で生まれて新潟で育ち、高校を卒業後は目的を定められずに実家のコンビニエンスストアを手伝う。
自身が着用した服を、2004年にインターネットオークションへ出品。社会人経験がないまま2005年にドレス販売の店舗を新潟で開店し、ドレスを着用して飛び込み営業した。店舗を運営しつつ製造を委託する中国の工場と契約してネットショップを開業し、5年目に年商が3億円となり法人化。『sugar』ほか4ブランドのネットショップと新潟市内で2店舗を運営。

## 不祥事
2017年7月13日にsugar社女性社員（不起訴）と共にエルメスの通報により警告無しで新潟県警察新発田署に逮捕された。また、エルメスが通報した理由は別会社の関連企業と勘違いした事がきっかけであった。
容疑は、2015年春ごろから2017年4月にかけて29都道府県で「エルメス」に似たバッグを販売した疑い。そのバッグは神戸コレクションで発表されたandy社のメーカーのバッグを仕入れて販売した事による商標法違反。メーカー品に対して小売店舗が逮捕されるのは異例の出来事だった。報道では、偽エルメスを売ったかの様な報道だったが、実際は似ている箇所が一部あるバッグだった。警察の調べに「エルメスの類似品を販売したとは思っていない」と容疑を否認したが逮捕され、処分保留だったが刑事訴訟で起訴された。この逮捕に疑問視する声も上がった。

## 出演
- 八千代コースター(NST/2013年)準レギュラー